# Juan Núñez I de Lara
Juan Núñez I de Lara el Gordo o el Mayor (c. 1240-abril 1294 en Córdoba). Noble castellano, señor de la Casa de Lara, Lerma, Amaya, Dueñas, Palenzuela, Tordehumos, Torrelobatón y la Mota, así como señor de Albarracín por su primer matrimonio con Teresa Álvarez de Azagra.

## Orígenes familiares
Era hijo de Nuño González de Lara el Bueno, señor de la Casa de Lara, y de Teresa Alfonso de León, hija ilegítima del rey Alfonso IX de León y de su amante Aldonza Martínez de Silva. Sus abuelos por parte paterna fueron el conde Gonzalo Núñez de Lara y su esposa, María Díaz de Haro y Azagra. Fue hermano de Nuño González de Lara, señor de Estella y ricohombre de Castilla, de Teresa Núñez de Lara y León, que contrajo matrimonio con Gil Gómez de Roa, y de María Núñez de Lara esposa de Diego Gómez de Roa.
Luis de Salazar y Castro, autor del siglo XVII, en la Historia Genealógica de la Casa de Lara erró con la consideración de cuatro homónimos llamados Juan Núñez de Lara. Desdobló a Juan Núñez I (fallecido en 1294) en dos personajes, asignándole la fecha de su fallecimiento en 1276, el año de su exilio en Francia. Así se refiere a un segundo Juan Núñez, casado con Teresa Álvarez de Azagra, de quien hace hijos a Juan Núñez II de Lara "el Mozo" y a Juana Núñez de Lara. La documentación medieval, sin embargo, evidencia la existencia solamente de tres homónimos ejerciendo el señorío de Lara entre 1275 y 1350. La mayoría de historiadores concuerdan con esta opinión.

## Biografía

### Juventud y actuaciones durante el reinado de Alfonso X el Sabio
Se desconoce su fecha de nacimiento. El 2 de febrero de 1266 Juan Núñez I de Lara, declarándose vasallo de Santa María y señor de Albarracín, y junto con su hermano Nuño González de Lara, donó ciertos bienes a Mayor Alfonso, abadesa en el Monasterio de San Andrés de Arroyo. Unos meses más tarde, el 25 de julio de 1266 confirmó, junto a su hermano Nuño González de Lara, el documento por el que los diviseros de Caleruega se comprometieron a respetar las donaciones que ellos y sus padres habían hecho al rey Alfonso X el Sabio para que el monarca las entregase al monasterio de Caleruega, y a conseguir que los otros ricoshombres que tenían divisas en Caleruega las cediesen a dicho monasterio. Juan Núñez de Lara acompañó a los reyes Luis IX de Francia y Teobaldo II de Navarra durante la Octava Cruzada, y estuvo con ambos monarcas en Túnez, aunque sin el consentimiento del rey Alfonso X  quien a pesar de ello no le desposeyó de las tierras de la Corona que se hallaban en su poder. 
Durante la revuelta nobiliaria de 1272-1273, a pesar de que apoyó las pretensiones de su padre y de los demás magnates sublevados, entre los que se hallaba el infante Felipe de Castilla, hermano de Alfonso X el Sabio, Juan Núñez de Lara intentó permanecer fiel al rey, quien, en los comienzos de la rebelión, le encomendó la misión de que, junto al obispo de Cuenca, persuadiese al infante Felipe, su hermano, y a los otros magnates para que rompiesen los acuerdos firmados con el reino de Navarra. Posteriormente, Juan Núñez de Lara acompañó a su padre, Nuño González de Lara "el Bueno", cuando este y los otros magnates sublevados contra Alfonso X abandonaron el reino de Castilla y León y se dirigieron al reino de Granada. Durante su estancia en Granada y también durante la revuelta nobiliaria, participó junto a su padre en las negociaciones emprendidas entre la corona de Castilla, el reino de Granada y los magnates sublevados.

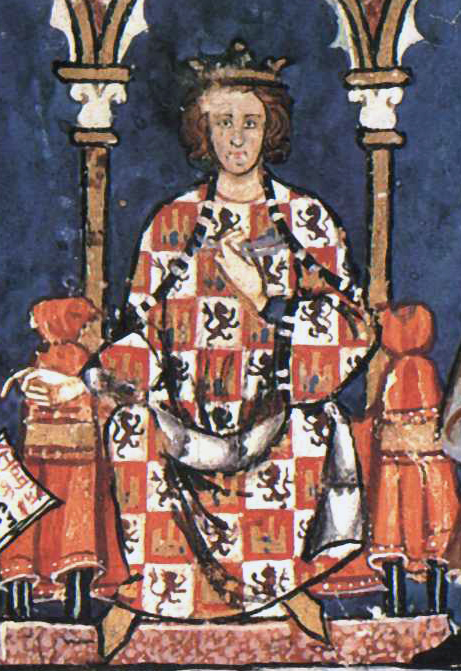
Retrato que representa a Alfonso X, rey de Castilla.

A principios de 1273 Juan Núñez I de Lara, que hasta entonces había actuado de mediador junto con el obispo de Cuenca entre su padre, Nuño González de Lara, y el rey, abandonó a este último. En enero de 1273, el infante Felipe de Castilla, Nuño González de Lara el Bueno y sus hijos Juan Núñez de Lara y Nuño González de Lara, Lope Díaz III de Haro y Álvar Díaz de Asturias, entre otros magnates, rindieron homenaje en la ciudad de Tudela a Enrique I de Navarra, al que Juan Núñez de Lara entregó un memorial en el que se mencionaban los agravios que los magnates decían haber recibido de Alfonso X, y las reclamaciones que ellos le hacían, quedando de ese modo los magnates liberados de los compromisos contraídos con el monarca castellano, al tiempo que, sin menoscabo de su honor, pasaban a servir al monarca navarro, del mismo modo que antes habían servido al rey musulmán de Granada.  
A pesar de lo anterior, Alfonso X, que deseaba proseguir el fecho del Imperio, permitió que algunos miembros de la familia real, entre los que se contaban los infantes Fernando de la Cerda y Manuel, la reina Violante de Aragón, el arzobispo Sancho de Aragón, hijo de Jaime I de Aragón y hermano de la reina Violante, y los maestres de las Órdenes Militares, reanudasen las negociaciones con los magnates exiliados. Después de numerosas negociaciones, y aconsejado el rey, entre otros, por su hermano el infante Fadrique de Castilla y por Simón Ruiz de los Cameros, Alfonso X accedió a la mayoría de las demandas presentadas por los nobles exiliados a través de Nuño González de Lara "el Bueno", quien en 1273 se entrevistó con la reina Violante de Aragón en la ciudad de Córdoba, y a finales de ese mismo año, los magnates exiliados regresaron a la Corona de Castilla, al tiempo que el rey Muhammad II de Granada se declaraba vasallo de Alfonso X, aunque la Crónica de este rey sitúa, erróneamente, estos acontecimientos en 1274. En el mes de julio de 1273 volvieron a aparecer como confirmantes en los diplomas regios Fernando Rodríguez de Castro, Simón Ruiz de los Cameros y Diego López de Haro, hermano menor de Lope Díaz III de Haro, mientras que este último, Nuño González de Lara "el Bueno", y su hijo Juan Núñez I de Lara, no lo hicieron hasta principios de 1274. El padre de Juan Núñez de Lara, Nuño González de Lara "el Bueno" volvió a aparecer como confirmante en los privilegios reales el 24 de enero de 1274, y no había confirmado ninguno desde el 15 de julio de 1272, y sería en esos momentos, a principios de 1274, cuando recibiría el nombramiento de Adelantado mayor de la frontera de Andalucía, según refiere la Crónica de Alfonso X el Sabio.
En 1274 Juan Núñez I de Lara formó parte de la embajada enviada por Alfonso X al papa Gregorio X y a través de la cual, el monarca castellano-leonés confiaba en persuadir al pontífice para que apoyase sus reclamaciones a la corona imperial, a lo que el Papa no accedió, recomendando además al rey de Castilla que desistiese de dicho propósito. Estuvo presente en las Cortes de Toledo de 1275, a las que asistieron su padre y su hermano, y durante las cuales Alfonso X el Sabio encomendó el gobierno del reino a su hijo primogénito, el infante Fernando de la Cerda, durante su ausencia, pues el monarca iba a emprender un viaje al Imperio con el propósito de ser coronado emperador del Sacro Imperio Romano Germánico.

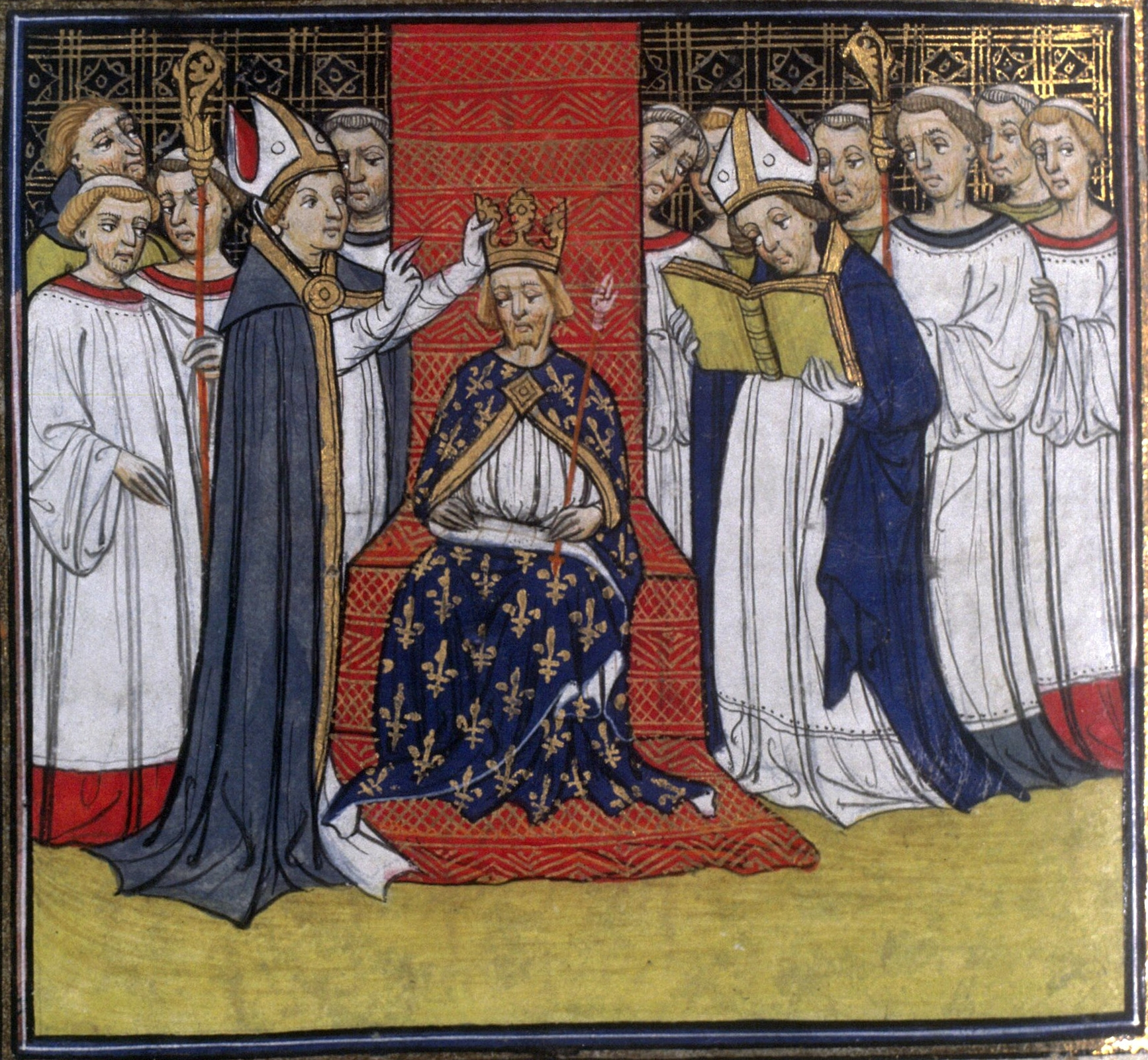
Miniatura medieval que representa la coronación del rey Felipe III de Francia.

Durante la ausencia de Alfonso X el Sabio, Juan Núñez I de Lara acompañó al infante Fernando de la Cerda, a quien le había sido encomendado el gobierno del reino durante la ausencia de su padre. El infante Fernando de la Cerda falleció en Ciudad Real el 25 de julio de 1275, cuando aguardaba la llegada de los refuerzos que le permitirían combatir a los benimerines en Andalucía. Antes de fallecer, el infante Fernando suplicó a Juan Núñez I de Lara, que se hallaba junto a él, que velase por los derechos sucesorios de sus hijos Alfonso y Fernando, conocidos como los infantes de la Cerda, pues preveía que sus derechos al trono serían cuestionados, debido a su corta edad. Tras la defunción del infante Fernando de la Cerda, Juan Núñez I de Lara formó parte del cortejo que condujo su cadáver al monasterio de las Huelgas de Burgos, en el que recibió sepultura.
Tras la defunción del infante Fernando de la Cerda, se reunieron en Ciudad Real el infante Sancho IV de Castilla, hijo mayor superviviente de Alfonso X, y Lope Díaz III de Haro, señor de Vizcaya, a quien el infante prometió honrar y recompensar si le ayudaba en su empresa de suplantar a los infantes de la Cerda, legítimos herederos del trono, en la línea de sucesión al trono de Castilla y León, a lo que accedió el señor de Vizcaya, quien reunió a los ricoshombres y magnates presentes en Ciudad Real para comunicarles que, puesto que el infante Fernando había fallecido, su hermano el infante Sancho era el legítimo sucesor de Alfonso X y, como tal, se aprestaba a defender el reino de los ataques musulmanes y a acudir a la frontera para combatirlos.
A principios de septiembre de 1275 falleció su padre, Nuño González de Lara "el Bueno", quien perdió la vida en la batalla de Écija, en la que las tropas del reino de Castilla  fueron derrotadas por los benimerines, quienes habían invadido Andalucía. La cabeza de su padre fue enviada por el emir de los benimerines al rey de Granada, quien se mostró apenado, según refieren las crónicas de la época, por la muerte del magnate que había hecho mucho porque él fuese rey, y ordenó que la cabeza del señor de Lara fuera enviada a la ciudad de Córdoba, para que recibiera sepultura junto con el resto de su cuerpo, que fue enterrado posteriormente en el convento de San Pablo de Palencia.
Tras la defunción de su padre, Juan Núñez I de Lara heredó el señorío de la Casa de Lara, y comenzó a ser el principal defensor de los derechos al trono de los infantes de la Cerda, al tiempo que su principal rival, Lope Díaz III de Haro, señor de Vizcaya, se convertía en el principal defensor del partido del infante Sancho IV de Castilla. 
Juan Núñez I de Lara abandonó el reino de Castilla y en septiembre de 1276 prestó homenaje al rey Felipe III de Francia, de quien se convirtió en vasallo junto con su hermano, Nuño González de Lara. Al mismo tiempo, ambos hermanos se convirtieron en los principales defensores, dentro de las fronteras de Francia, de los derechos sucesorios de los infantes de la Cerda. En el tratado de Vitoria, firmado en el mes de noviembre de 1276 por los reyes Alfonso X y Felipe III de Francia, Alfonso X se comprometió a devolver a Juan Núñez I de Lara y a sus seguidores las tierras que les habían sido confiscadas, aunque las cláusulas de dicho tratado no llegaron a entrar en vigor.
A pesar de que Alfonso X y el rey Pedro III de Aragón habían acordado en las Vistas de Campillo que el rey de Aragón renunciaba a todos sus derechos sobre el señorío de Albarracín, el infante Sancho IV de Castilla, que se hallaba enemistado con su padre debido a la cuestión de los Infantes de la Cerda, manifestó al rey de Aragón que le ayudaría a recuperar el señorío de Albarracín y, que si así lo deseaba, el propio infante se encargaría de apoderarse de las fortalezas del señorío, propósito que no se llevó a cabo.
En 1283 Juan Núñez I de Lara, junto con su hijo Álvaro Núñez de Lara, el infante Jaime de Castilla, señor de los Cameros, y Juan Alfonso de Haro, continuó haciendo la guerra al infante Sancho IV de Castilla, y el mismo año se apoderó del municipio riojano de Treviño, lo que motivó que el infante Sancho enviase a Lope Díaz III de Haro, señor de Vizcaya, quien llegó con su ejército a la vista de Treviño, donde se hallaban Juan Núñez I de Lara y el infante Jaime de Castilla, entre otros, para combatirle. Sin embargo, no se entabló ninguna batalla entre ambos bandos. El 4 de abril de 1284 falleció en la ciudad de Sevilla el rey Alfonso X de Castilla, siendo sucedido en el trono de Castilla y León por su hijo, Sancho IV de Castilla.

### Actuaciones durante el reinado de Sancho IV (1276-1294)
El 29 de septiembre de 1284, después de varios meses de asedio por parte de las tropas aragonesas del rey Pedro III el Grande, la ciudad de Albarracín se rindió y fue ocupada por las tropas aragonesas. Finalizado el sitio de Albarracín, el rey de Aragón entregó la ciudad y el señorío de Albarracín a su hijo ilegítimo, Fernando de Aragón, nacido de la relación extramatrimonial mantenida por Pedro III con Inés Zapata. Tras la capitulación de Albarracín, Juan Núñez I de Lara continuó sirviendo al rey Felipe III de Francia, y en 1285 las tropas del señor de Lara fueron derrotadas por las tropas aragonesas.

En 1287 falleció su hijo primogénito, Álvaro Núñez de Lara, a pesar de que en algunas partes de las crónicas de los reinados de Alfonso X y de Sancho IV se refieren a él como hermano suyo. En 1288 Sancho IV  dio muerte en el municipio de Alfaro a su valido Lope Díaz III de Haro, señor de Vizcaya, y ordenó prender a su propio hermano, el infante Juan de Castilla el de Tarifa, quien había conspirado y tomado parte en los desmanes cometidos por el difunto señor de Vizcaya.

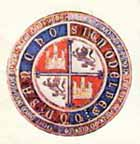
Sello real de Sancho IV de Castilla, rey de Castilla.

En 1289, después de haber acordado con Sancho IV que este le entregaría las villas de Moya y Cañete, Juan Núñez I de Lara regresó al reino de Castilla y entregó a su hija Juana Núñez de Lara a la reina María de Molina, esposa de Sancho IV, para que se criase en la Corte, tal y como se había estipulado en el acuerdo previo entre el rey y el señor de la Casa de Lara. A su regreso, Sancho IV le nombró frontero de Aragón, con el propósito de que combatiese a Diego López IV de Haro, señor de Vizcaya, y al rey Alfonso III de Aragón, quienes se hallaban en guerra contra Sancho IV. No obstante, antes de pasar a desempeñar el puesto de frontero, Juan Núñez I de Lara inspeccionó sus tierras de Burgos, que habían sido atacadas por Pedro Díaz de Castañeda y por su hermano Nuño Díaz, partidarios del señor de Vizcaya. Por ello, Juan Núñez I de Lara se propuso devastar la comarca de Asturias de Santillana, donde la familia de Pedro Díaz de Castañeda poseía numerosas tierras, a pesar de que el rey Sancho IV el Bravo le ordenó que no lo hiciera, pues el propio rey había ordenado devastar y talar las posesiones de dicha familia en Asturias. Juan Núñez I de Lara continuó haciendo la guerra al reino de Aragón y a Diego López IV de Haro, que falleció en 1289.
En abril de 1290, hallándose con el rey en la ciudad de Burgos, algunos miembros de la Corte indispusieron a Juan Núñez I de Lara con el rey, pues comunicaron al señor de Lara que Sancho IV tramaba su muerte, y que si volvía a visitar el palacio real sería asesinado. Por ello, el señor de la Casa de Lara se retiró junto con los caballeros de su séquito al municipio palentino de San Andrés de Arroyo y, hallándose allí, tanto el rey como la reina le comunicaron que no tramaban contra él daño alguno. No obstante, el señor de Lara se negó a regresar a la Corte, aunque sí accedió a entrevistarse con la reina María de Molina en la ciudad de Valladolid y, aunque pareció que Sancho IV y el señor de Lara alcanzarían en breve un acuerdo, el consejo que recibió el rey de que debería pactar con su cuñado Diego López V de Haro, nuevo señor de Vizcaya, provocó que Juan Núñez I de Lara, enemigo de la casa de Haro, abandonase de nuevo la Corte y se dirigiese primero al reino de Navarra y posteriormente al reino de Aragón.
Poco después de haberse instalado en el reino de Aragón, Juan Núñez I de Lara, que deseaba recuperar el señorío de Albarracín, invadió con sus tropas el reino de Castilla y atacó las tierras de Cuenca y Alarcón, y hallándose allí, le dieron alcance las tropas castellano-leonesas, dirigidas por Esteban Fernández de Castro, señor de Lemos, Ruy Gil de Villalobos y Juan Fernández "Cabellos de Oro", nieto este último del rey Alfonso IX de León y Mayordomo mayor de Sancho IV el Bravo. En la batalla que libraron a continuación ambos ejércitos, las tropas de Juan Núñez I de Lara derrotaron a las tropas castellano-leonesas, y tras su victoria, el señor de la Casa de Lara regresó al reino de Aragón, donde el 22 de agosto de 1290, en la ciudad de Valencia, rindió homenaje al rey Alfonso III de Aragón, en compañía de su hijo, Juan Núñez II de Lara. Al tiempo que se convertía en su vasallo, el señor de la Casa de Lara se comprometió a ayudar junto con sus vasallos a Alfonso III de Aragón en su lucha contra Sancho IV de Castilla, y a dar alojamiento en sus castillos al rey de Aragón o a sus tropas.
A finales de 1290 Juan Núñez I de Lara se hallaba resentido con el rey de Aragón, pues aunque este último procuró retenerle a su lado con la esperanza de que le sería devuelto el señorío de Albarracín, el señor de Lara, que sabía que el monarca aragonés no se lo entregaría, aceptó las propuestas de Sancho IV de Castilla y de la reina María de Molina y regresó al reino de Castilla y León. Antes de regresar al reino, se acordó que su hijo, Juan Núñez II de Lara, contraería matrimonio con Isabel Alfonso de Molina, hija del difunto Alfonso Fernández "el Niño" y de Blanca Alfonso de Molina, hermana esta última de la reina María de Molina. Por otra parte, el rey entregó como garantía una serie de fortalezas a Juan Núñez I de Lara y varios rehenes, entre los que se hallaban Alfonso Téllez de Molina, hermano de la reina María de Molina, y Juan Fernández "Cabellos de Oro", nieto del rey Alfonso IX de León. Cuando Juan Núñez I de Lara regresó a Castilla, se celebró el matrimonio de su hijo con Isabel Alfonso de Molina, nieta del rey Alfonso X el Sabio y heredera por parte materna del señorío de Molina, que había pertenecido en el pasado a la familia Lara. Poco después de su regreso, y hallándose con Sancho IV en la ciudad de Toledo, después de haberle acompañado en Cuenca, Juan Núñez I de Lara fue informado por un caballero de que el monarca castellano-leonés planeaba darle muerte. Poco después el rey comunicó al señor de Lara la falsedad de dicha acusación y llamó al individuo que se lo había comunicado falso caballero en presencia de toda la Corte.

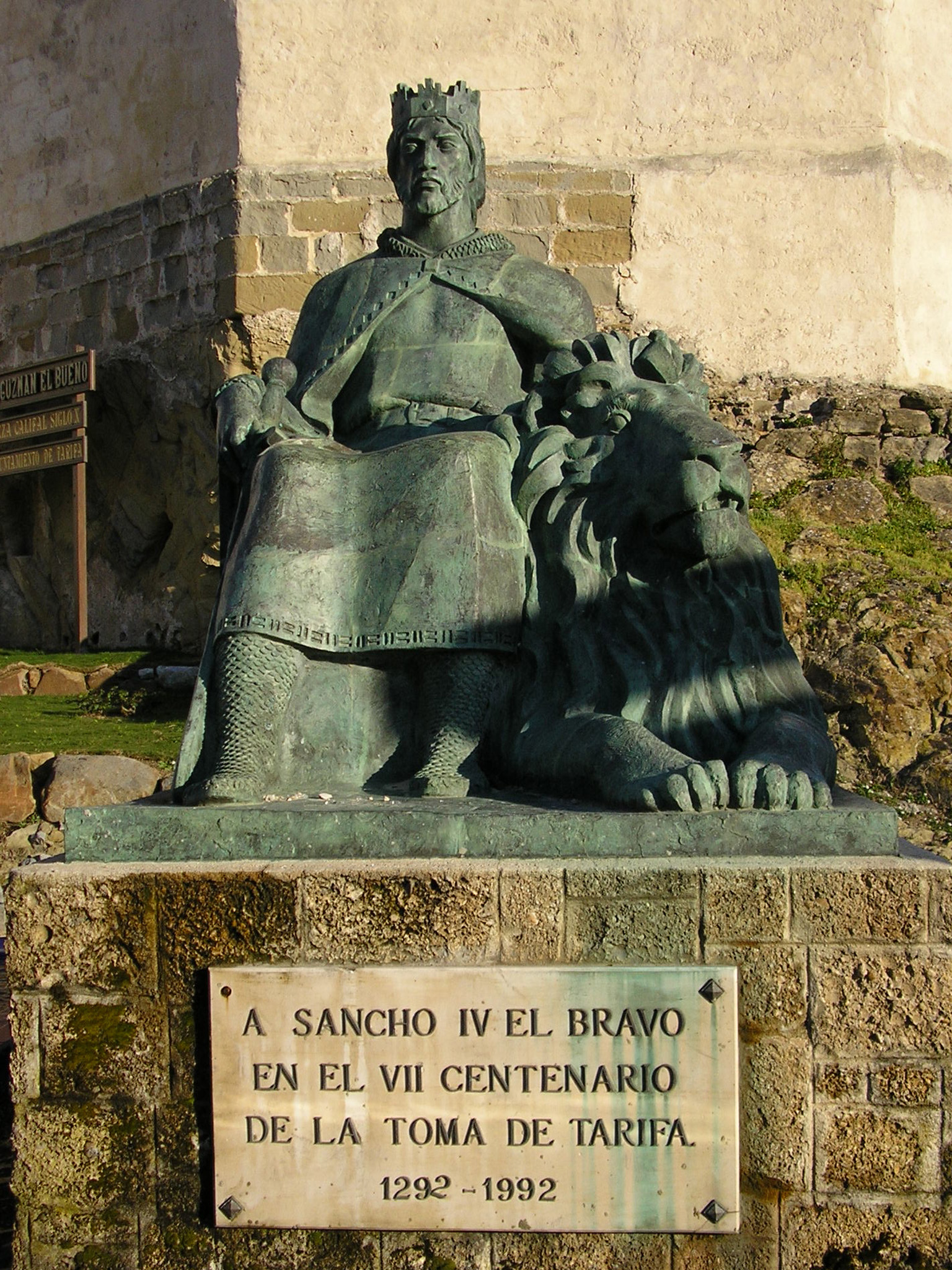
Estatua que representa a Sancho IV el Bravo, rey de Castilla y León. Tarifa (Cádiz).

Juan Núñez I de Lara se alió poco después de su regreso con Juan Alfonso de Meneses, señor de Alburquerque, en contra de Sancho IV, y ambos persuadieron al rey para que liberase al infante Juan de Castilla el de Tarifa, quien se hallaba prisionero de su hermano desde el año 1288, en que el rey había dado muerte en Alfaro a Lope Díaz III de Haro, señor de Vizcaya. A finales de 1291, Sancho IV y Juan Núñez I de Lara acordaron que la hija mayor de este último, Juana Núñez de Lara contraería matrimonio con el infante Alfonso de Castilla, hijo de Sancho IV el Bravo. No obstante, el infante Alfonso falleció en la ciudad de Valladolid en 1291, a la edad de 5 años. Debido a la paz acordada entre Sancho IV y el señor de la Casa de Lara, Jaime II de Aragón, nuevo rey de Aragón y hermano del difunto Alfonso III de Aragón, desistió por el momento de su propósito de apoyar las pretensiones de Alfonso de la Cerda.
En 1292 Juan Núñez I de Lara se enemistó de nuevo con Sancho IV y abandonó el reino de Castilla. Se dirigió a Francia y pasó a servir al rey Felipe IV de Francia, quien, tras la embajada que le envió el rey Sancho IV, desistió de su propósito de socorrer a Juan Núñez I de Lara y a los infantes de la Cerda, que se hallaban refugiados en su reino. En agosto de 1292 falleció su nuera, Isabel Alfonso de Molina y, poco después, su hijo Juan Núñez II de Lara y el infante Juan de Castilla el de Tarifa se sublevaron contra Sancho IV el Bravo, quien derrotó a ambos y obligó a exiliarse a su hermano al reino de Portugal, al tiempo que Juan Núñez II de Lara se reconciliaba con el monarca castellano-leonés. Poco después regresó Juan Núñez I de Lara a Castilla y ofreció sus servicios a Sancho IV para combatir al infante Juan de Castilla, quien en compañía de Juan Alfonso de Meneses, señor de Alburquerque, había invadido el reino. Mientras Sancho IV se dirigía a la frontera para entrevistarse con Jaime II de Aragón, Juan Núñez I de Lara se dispuso a combatir al infante Juan de Castilla, quien le derrotó y le hizo prisionero en una batalla librada en el municipio zamorano de Peleas de Abajo. Poco después de su derrota en Peleas, Juan Núñez II de Lara, quien acompañaba a Sancho IV de Castilla en su entrevista con Jaime II de Aragón, abandonó al rey y se dirigió a la frontera portuguesa, a fin de solicitar la libertad de su padre. 
Por su parte, Juan Núñez I de Lara, quien se hallaba prisionero del infante Juan de Castilla el de Tarifa, persuadió a este último de que le ayudaría a recuperar el señorío de Vizcaya, que la esposa del infante, María Díaz de Haro, reclamaba a su tío, Diego López V de Haro. Además, el señor de Lara propuso al infante Juan que el rey de Portugal debería rubricar el acuerdo entre ambos. Más, a poco de ser puesto en libertad por el infante Juan, Juan Núñez I de Lara solicitó la protección del rey Dionisio I de Portugal, quien le ayudó a regresar al reino de Castilla y León.
Tras su regreso a Castilla, Sancho IV absolvió a Juan Núñez I de Lara del homenaje prestado por este último al infante Juan de Castilla el de Tarifa y, a continuación, el señor de Lara se dirigió a sus tierras de Castilla. Poco después, Sancho IV el Bravo envió a Juan Núñez I de Lara a Andalucía para que defendiese la frontera de los ataques del rey Muhammad II de Granada, quien se había aliado con el rey de Marruecos.
Falleció en la ciudad de Córdoba en el mes de abril de 1294.

## Sepultura

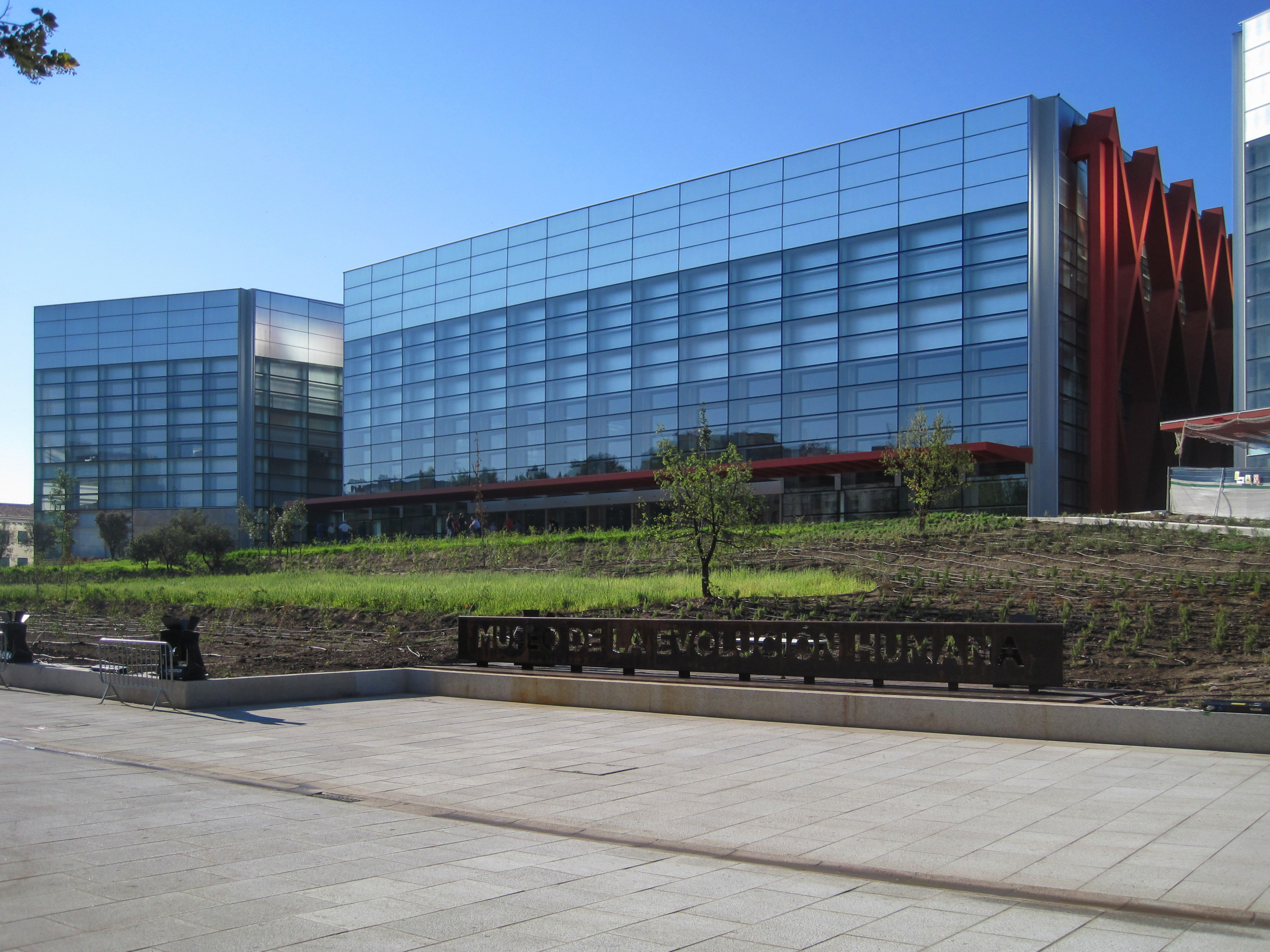
Museo de la Evolución Humana.

El cadáver de Juan Núñez I de Lara fue llevado a Castilla, y el historiador José Antonio Casillas García apuntó en 2002 la posibilidad, que hasta ahora no ha podido ser ni confirmada ni desmentida, de que sus restos hubieran recibido sepultura, y tal vez por deseo de su hija Juana Núñez de Lara, en el convento de San Pablo de Burgos, de la Orden de los dominicos. Y conviene señalar que en ese mismo convento serían sepultados con total seguridad su nieto, Juan Núñez III de Lara, y su yerno,  Fernando de la Cerda, que era el esposo de su hija Juana.
El yerno y el nieto de Juan Núñez I de Lara, mencionados anteriormente, fueron enterrados en la capilla mayor del convento de San Pablo, y sus tumbas, que eran conocidas como las de los «infantes de Lara», estaban situadas ante el altar mayor de la iglesia, y hay constancia de que la tumba de Juan Núñez III de Lara estaba decorada con las «armas puras de Lara», como indicó Luis de Salazar y Castro. Y la última noticia que se tiene de esos tres enterramientos es que cuando en 1776 el presbiterio de la iglesia conventual de San Pablo fue renovado las tumbas se mantuvieron en el mismo lugar que habían ocupado anteriormente.
Sin embargo, nada se ha conservado de esos enterramientos, ya que el convento de San Pablo de Burgos fue saqueado y destruido por las tropas francesas durante la Guerra de la Independencia Española, y posteriormente, las ruinas del edificio que aún se mantenían en pie fueron demolidas por el ejército español alrededor del año 1870 para construir un cuartel. Y en el solar que ocupaba el convento dominico se alza en la actualidad el Museo de la Evolución Humana.

## Matrimonios y descendencia
Contrajo un primer matrimonio, antes del año 1260, con Teresa Álvarez de Azagra, hija de Álvaro Pérez de Azagra, vasallo de Santa María y señor de Albarracín y de Inés, hija ilegítima del rey Teobaldo I de Navarra. Fruto de su matrimonio nació un hijo:
- Álvaro Núñez de Lara (1261-1287).

Casó en segundas nupcias con Teresa Díaz de Haro, hija de Diego López III de Haro, señor de Vizcaya, y de su esposa, Constanza de Bearne, naciendo cuatro hijos de este matrimonio: 
- Juan Núñez II de Lara (c. 1276-1315).
- Nuño González de Lara (c. 1284-1296).
- Juana Núñez de Lara (1285-1351).
- Teresa Núñez de Lara (c. 1280-c. 1314).

| Predecesor: Nuño González de Lara el Bueno | Señor de Lara 1275-1294                           | Sucesor: Juan Núñez II de Lara         |
| Predecesor: Fernán Pérez Ponce de León     | Adelantado mayor de la frontera de Andalucía 1292 | Sucesor: Juan de Castilla el de Tarifa |

## Antepasados
| \| \| \| \| \| \| \| \| \| \| \| \| \| \| \| \| \| \| \| \| 16. Pedro González de Lara \| \| \| \| \| \| \| \| \| \| \| \| \| \| \| \| \| \| \| \| \| \| \| \| \| \| \| \| \| \| \| \| \| \| \| \| \| \| \| \| \| \| \| \| \| \| \| \| \| \| \| \| \| \| 8. Nuño Pérez de Lara \| \| \| \| \| \| \| \| \| \| \| \| \| \| \| \| \| \| \| \| \| \| \| \| \| \| \| \| \| \| \| \| \| \| \| \| \| \| \| \| \| \| \| \| \| \| \| \| \| \| \| \| \| \| 17. Ava \| \| \| \| \| \| \| \| \| \| \| \| \| \| \| \| \| \| \| \| \| \| \| \| \| \| \| \| \| \| \| \| \| \| \| \| \| \| \| \| \| \| \| \| \| \| \| \| \| \| \| \| \| \| 4. Gonzalo Núñez de Lara \| \| \| \| \| \| \| \| \| \| \| \| \| \| \| \| \| \| \| \| \| \| \| \| \| \| \| \| \| \| \| \| \| \| \| \| \| \| \| \| \| \| \| \| \| \| \| \| \| \| \| \| \| \| 18. Fernando Pérez de Traba \| \| \| \| \| \| \| \| \| \| \| \| \| \| \| \| \| \| \| \| \| \| \| \| \| \| \| \| \| \| \| \| \| \| \| \| \| \| \| \| \| \| \| \| \| \| \| \| \| \| \| \| \| \| 9. Teresa Fernández de Traba \| \| \| \| \| \| \| \| \| \| \| \| \| \| \| \| \| \| \| \| \| \| \| \| \| \| \| \| \| \| \| \| \| \| \| \| \| \| \| \| \| \| \| \| \| \| \| \| \| \| \| \| \| \| 19. Teresa de León \| \| \| \| \| \| \| \| \| \| \| \| \| \| \| \| \| \| \| \| \| \| \| \| \| \| \| \| \| \| \| \| \| \| \| \| \| \| \| \| \| \| \| \| \| \| \| \| \| \| \| \| \| \| 2. Nuño González de Lara el Bueno \| \| \| \| \| \| \| \| \| \| \| \| \| \| \| \| \| \| \| \| \| \| \| \| \| \| \| \| \| \| \| \| \| \| \| \| \| \| \| \| \| \| \| \| \| \| \| \| \| \| \| \| \| \| 20. Lope Díaz I de Haro \| \| \| \| \| \| \| \| \| \| \| \| \| \| \| \| \| \| \| \| \| \| \| \| \| \| \| \| \| \| \| \| \| \| \| \| \| \| \| \| \| \| \| \| \| \| \| \| \| \| \| \| \| \| 10. Diego López II de Haro \| \| \| \| \| \| \| \| \| \| \| \| \| \| \| \| \| \| \| \| \| \| \| \| \| \| \| \| \| \| \| \| \| \| \| \| \| \| \| \| \| \| \| \| \| \| \| \| \| \| \| \| \| \| 21. Aldonza \| \| \| \| \| \| \| \| \| \| \| \| \| \| \| \| \| \| \| \| \| \| \| \| \| \| \| \| \| \| \| \| \| \| \| \| \| \| \| \| \| \| \| \| \| \| \| \| \| \| \| \| \| \| 5. María Díaz de Haro \| \| \| \| \| \| \| \| \| \| \| \| \| \| \| \| \| \| \| \| \| \| \| \| \| \| \| \| \| \| \| \| \| \| \| \| \| \| \| \| \| \| \| \| \| \| \| \| \| \| \| \| \| \| 22. Pedro Ruiz de Azagra \| \| \| \| \| \| \| \| \| \| \| \| \| \| \| \| \| \| \| \| \| \| \| \| \| \| \| \| \| \| \| \| \| \| \| \| \| \| \| \| \| \| \| \| \| \| \| \| \| \| \| \| \| \| 11. Toda Pérez de Azagra \| \| \| \| \| \| \| \| \| \| \| \| \| \| \| \| \| \| \| \| \| \| \| \| \| \| \| \| \| \| \| \| \| \| \| \| \| \| \| \| \| \| \| \| \| \| \| \| \| \| \| \| \| \| 23. Toda Pérez de Arazuri \| \| \| \| \| \| \| \| \| \| \| \| \| \| \| \| \| \| \| \| \| \| \| \| \| \| \| \| \| \| \| \| \| \| \| \| \| \| \| \| \| \| \| \| \| \| \| \| \| \| \| \| \| \| 1. Juan Núñez I de Lara \| \| \| \| \| \| \| \| \| \| \| \| \| \| \| \| \| \| \| \| \| \| \| \| \| \| \| \| \| \| \| \| \| \| \| \| \| \| \| \| \| \| \| \| \| \| \| \| \| \| \| \| \| \| 24. Alfonso VII de León \| \| \| \| \| \| \| \| \| \| \| \| \| \| \| \| \| \| \| \| \| \| \| \| \| \| \| \| \| \| \| \| \| \| \| \| \| \| \| \| \| \| \| \| \| \| \| \| \| \| \| \| \| \| 12. Fernando II de León \| \| \| \| \| \| \| \| \| \| \| \| \| \| \| \| \| \| \| \| \| \| \| \| \| \| \| \| \| \| \| \| \| \| \| \| \| \| \| \| \| \| \| \| \| \| \| \| \| \| \| \| \| \| 25. Berenguela de Barcelona \| \| \| \| \| \| \| \| \| \| \| \| \| \| \| \| \| \| \| \| \| \| \| \| \| \| \| \| \| \| \| \| \| \| \| \| \| \| \| \| \| \| \| \| \| \| \| \| \| \| \| \| \| \| 6. Alfonso IX de León \| \| \| \| \| \| \| \| \| \| \| \| \| \| \| \| \| \| \| \| \| \| \| \| \| \| \| \| \| \| \| \| \| \| \| \| \| \| \| \| \| \| \| \| \| \| \| \| \| \| \| \| \| \| 26. Alfonso I de Portugal \| \| \| \| \| \| \| \| \| \| \| \| \| \| \| \| \| \| \| \| \| \| \| \| \| \| \| \| \| \| \| \| \| \| \| \| \| \| \| \| \| \| \| \| \| \| \| \| \| \| \| \| \| \| 13. Urraca de Portugal \| \| \| \| \| \| \| \| \| \| \| \| \| \| \| \| \| \| \| \| \| \| \| \| \| \| \| \| \| \| \| \| \| \| \| \| \| \| \| \| \| \| \| \| \| \| \| \| \| \| \| \| \| \| 27. Mafalda de Saboya \| \| \| \| \| \| \| \| \| \| \| \| \| \| \| \| \| \| \| \| \| \| \| \| \| \| \| \| \| \| \| \| \| \| \| \| \| \| \| \| \| \| \| \| \| \| \| \| \| \| \| \| \| \| 3. Teresa Alfonso de León \| \| \| \| \| \| \| \| \| \| \| \| \| \| \| \| \| \| \| \| \| \| \| \| \| \| \| \| \| \| \| \| \| \| \| \| \| \| \| \| \| \| \| \| \| \| \| \| \| \| \| \| \| \| 28. Gomes Pais da Silva \| \| \| \| \| \| \| \| \| \| \| \| \| \| \| \| \| \| \| \| \| \| \| \| \| \| \| \| \| \| \| \| \| \| \| \| \| \| \| \| \| \| \| \| \| \| \| \| \| \| \| \| \| \| 14. Martín Gómez de Silva \| \| \| \| \| \| \| \| \| \| \| \| \| \| \| \| \| \| \| \| \| \| \| \| \| \| \| \| \| \| \| \| \| \| \| \| \| \| \| \| \| \| \| \| \| \| \| \| \| \| \| \| \| \| 29. Urraca Nunes Velho \| \| \| \| \| \| \| \| \| \| \| \| \| \| \| \| \| \| \| \| \| \| \| \| \| \| \| \| \| \| \| \| \| \| \| \| \| \| \| \| \| \| \| \| \| \| \| \| \| \| \| \| \| \| 7. Aldonza Martínez de Silva \| \| \| \| \| \| \| \| \| \| \| \| \| \| \| \| \| \| \| \| \| \| \| \| \| \| \| \| \| \| \| \| \| \| \| \| \| \| \| \| \| \| \| \| \| \| \| \| \| \| \| \| \| \| 15. Urraca Rodríguez \| \| \| \| \| \| \| \| \| \| \| \| \| \| \| \| \| \| \| \| \| \| \| \| \| \| \| \| \| \| \| \| \| \| \| \| \| \| \| \| \| \| \| \| \| \| \| \| \| \| \| \| |                                   |  |  |  |  |  |  |  |  |  |  |  |  |  |  |  |
| |                                   |  |  |  |  |  |  |  |  |  |  |  |  |  |  |  |
| | 16. Pedro González de Lara        |  |  |  |  |  |  |  |  |  |  |  |  |  |  |  |
| |                                   |  |  |  |  |  |  |  |  |  |  |  |  |  |  |  |
| |                                   |  |  |  |  |  |  |  |  |  |  |  |  |  |  |  |
| | 8. Nuño Pérez de Lara             |  |  |  |  |  |  |  |  |  |  |  |  |  |  |  |
| |                                   |  |  |  |  |  |  |  |  |  |  |  |  |  |  |  |
| |                                   |  |  |  |  |  |  |  |  |  |  |  |  |  |  |  |
| | 17. Ava                           |  |  |  |  |  |  |  |  |  |  |  |  |  |  |  |
| |                                   |  |  |  |  |  |  |  |  |  |  |  |  |  |  |  |
| |                                   |  |  |  |  |  |  |  |  |  |  |  |  |  |  |  |
| | 4. Gonzalo Núñez de Lara          |  |  |  |  |  |  |  |  |  |  |  |  |  |  |  |
| |                                   |  |  |  |  |  |  |  |  |  |  |  |  |  |  |  |
| |                                   |  |  |  |  |  |  |  |  |  |  |  |  |  |  |  |
| | 18. Fernando Pérez de Traba       |  |  |  |  |  |  |  |  |  |  |  |  |  |  |  |
| |                                   |  |  |  |  |  |  |  |  |  |  |  |  |  |  |  |
| |                                   |  |  |  |  |  |  |  |  |  |  |  |  |  |  |  |
| | 9. Teresa Fernández de Traba      |  |  |  |  |  |  |  |  |  |  |  |  |  |  |  |
| |                                   |  |  |  |  |  |  |  |  |  |  |  |  |  |  |  |
| |                                   |  |  |  |  |  |  |  |  |  |  |  |  |  |  |  |
| | 19. Teresa de León                |  |  |  |  |  |  |  |  |  |  |  |  |  |  |  |
| |                                   |  |  |  |  |  |  |  |  |  |  |  |  |  |  |  |
| |                                   |  |  |  |  |  |  |  |  |  |  |  |  |  |  |  |
| | 2. Nuño González de Lara el Bueno |  |  |  |  |  |  |  |  |  |  |  |  |  |  |  |
| |                                   |  |  |  |  |  |  |  |  |  |  |  |  |  |  |  |
| |                                   |  |  |  |  |  |  |  |  |  |  |  |  |  |  |  |
| | 20. Lope Díaz I de Haro           |  |  |  |  |  |  |  |  |  |  |  |  |  |  |  |
| |                                   |  |  |  |  |  |  |  |  |  |  |  |  |  |  |  |
| |                                   |  |  |  |  |  |  |  |  |  |  |  |  |  |  |  |
| | 10. Diego López II de Haro        |  |  |  |  |  |  |  |  |  |  |  |  |  |  |  |
| |                                   |  |  |  |  |  |  |  |  |  |  |  |  |  |  |  |
| |                                   |  |  |  |  |  |  |  |  |  |  |  |  |  |  |  |
| | 21. Aldonza                       |  |  |  |  |  |  |  |  |  |  |  |  |  |  |  |
| |                                   |  |  |  |  |  |  |  |  |  |  |  |  |  |  |  |
| |                                   |  |  |  |  |  |  |  |  |  |  |  |  |  |  |  |
| | 5. María Díaz de Haro             |  |  |  |  |  |  |  |  |  |  |  |  |  |  |  |
| |                                   |  |  |  |  |  |  |  |  |  |  |  |  |  |  |  |
| |                                   |  |  |  |  |  |  |  |  |  |  |  |  |  |  |  |
| | 22. Pedro Ruiz de Azagra          |  |  |  |  |  |  |  |  |  |  |  |  |  |  |  |
| |                                   |  |  |  |  |  |  |  |  |  |  |  |  |  |  |  |
| |                                   |  |  |  |  |  |  |  |  |  |  |  |  |  |  |  |
| | 11. Toda Pérez de Azagra          |  |  |  |  |  |  |  |  |  |  |  |  |  |  |  |
| |                                   |  |  |  |  |  |  |  |  |  |  |  |  |  |  |  |
| |                                   |  |  |  |  |  |  |  |  |  |  |  |  |  |  |  |
| | 23. Toda Pérez de Arazuri         |  |  |  |  |  |  |  |  |  |  |  |  |  |  |  |
| |                                   |  |  |  |  |  |  |  |  |  |  |  |  |  |  |  |
| |                                   |  |  |  |  |  |  |  |  |  |  |  |  |  |  |  |
| | 1. Juan Núñez I de Lara           |  |  |  |  |  |  |  |  |  |  |  |  |  |  |  |
| |                                   |  |  |  |  |  |  |  |  |  |  |  |  |  |  |  |
| |                                   |  |  |  |  |  |  |  |  |  |  |  |  |  |  |  |
| | 24. Alfonso VII de León           |  |  |  |  |  |  |  |  |  |  |  |  |  |  |  |
| |                                   |  |  |  |  |  |  |  |  |  |  |  |  |  |  |  |
| |                                   |  |  |  |  |  |  |  |  |  |  |  |  |  |  |  |
| | 12. Fernando II de León           |  |  |  |  |  |  |  |  |  |  |  |  |  |  |  |
| |                                   |  |  |  |  |  |  |  |  |  |  |  |  |  |  |  |
| |                                   |  |  |  |  |  |  |  |  |  |  |  |  |  |  |  |
| | 25. Berenguela de Barcelona       |  |  |  |  |  |  |  |  |  |  |  |  |  |  |  |
| |                                   |  |  |  |  |  |  |  |  |  |  |  |  |  |  |  |
| |                                   |  |  |  |  |  |  |  |  |  |  |  |  |  |  |  |
| | 6. Alfonso IX de León             |  |  |  |  |  |  |  |  |  |  |  |  |  |  |  |
| |                                   |  |  |  |  |  |  |  |  |  |  |  |  |  |  |  |
| |                                   |  |  |  |  |  |  |  |  |  |  |  |  |  |  |  |
| | 26. Alfonso I de Portugal         |  |  |  |  |  |  |  |  |  |  |  |  |  |  |  |
| |                                   |  |  |  |  |  |  |  |  |  |  |  |  |  |  |  |
| |                                   |  |  |  |  |  |  |  |  |  |  |  |  |  |  |  |
| | 13. Urraca de Portugal            |  |  |  |  |  |  |  |  |  |  |  |  |  |  |  |
| |                                   |  |  |  |  |  |  |  |  |  |  |  |  |  |  |  |
| |                                   |  |  |  |  |  |  |  |  |  |  |  |  |  |  |  |
| | 27. Mafalda de Saboya             |  |  |  |  |  |  |  |  |  |  |  |  |  |  |  |
| |                                   |  |  |  |  |  |  |  |  |  |  |  |  |  |  |  |
| |                                   |  |  |  |  |  |  |  |  |  |  |  |  |  |  |  |
| | 3. Teresa Alfonso de León         |  |  |  |  |  |  |  |  |  |  |  |  |  |  |  |
| |                                   |  |  |  |  |  |  |  |  |  |  |  |  |  |  |  |
| |                                   |  |  |  |  |  |  |  |  |  |  |  |  |  |  |  |
| | 28. Gomes Pais da Silva           |  |  |  |  |  |  |  |  |  |  |  |  |  |  |  |
| |                                   |  |  |  |  |  |  |  |  |  |  |  |  |  |  |  |
| |                                   |  |  |  |  |  |  |  |  |  |  |  |  |  |  |  |
| | 14. Martín Gómez de Silva         |  |  |  |  |  |  |  |  |  |  |  |  |  |  |  |
| |                                   |  |  |  |  |  |  |  |  |  |  |  |  |  |  |  |
| |                                   |  |  |  |  |  |  |  |  |  |  |  |  |  |  |  |
| | 29. Urraca Nunes Velho            |  |  |  |  |  |  |  |  |  |  |  |  |  |  |  |
| |                                   |  |  |  |  |  |  |  |  |  |  |  |  |  |  |  |
| |                                   |  |  |  |  |  |  |  |  |  |  |  |  |  |  |  |
| | 7. Aldonza Martínez de Silva      |  |  |  |  |  |  |  |  |  |  |  |  |  |  |  |
| |                                   |  |  |  |  |  |  |  |  |  |  |  |  |  |  |  |
| |                                   |  |  |  |  |  |  |  |  |  |  |  |  |  |  |  |
| | 15. Urraca Rodríguez              |  |  |  |  |  |  |  |  |  |  |  |  |  |  |  |
| |                                   |  |  |  |  |  |  |  |  |  |  |  |  |  |  |  |
| |                                   |  |  |  |  |  |  |  |  |  |  |  |  |  |  |  |